# Mission interministérielle Recherche et Enseignement supérieur
La Mission interministérielle Recherche et Enseignement supérieur (MIRES) est chargée de rédiger le projet de budget des programmes et actions qui touchent ce domaine.
La MIRES réunit des représentants de plusieurs ministères dans le but de permettre un arbitrage concerté en amont des débats sur le Projet de Loi de Finance (PLF). La MIRES regroupe ainsi, en 10 programmes, les crédits budgétaires de six départements ministériels et englobe la quasi-totalité de l'effort de recherche civile publique.
Plusieurs ministères bénéficient des crédits de la MIRES, principalement le ministère de l'enseignement supérieur et de la recherche (MESR).

## Rédaction du budget

### Avant 2019
Avant 2019, la MIRES était composée de 10 programmes dont 5 relevaient du MESR.
- Formations supérieures et recherche universitaire, représentant la moitié des crédits de la MIRES. (MESR)
- Enseignement supérieur et recherches agricoles
- Recherches scientifiques et technologiques pluridisciplinaires (MESR)
- Recherche culturelle et culture scientifique
- Recherche dans le domaine de la gestion des milieux et des ressources (MESR)
- Recherche dans les domaines de l'énergie, du développement et de l'aménagement durables
- Recherche duale
- Recherche et enseignement supérieur en matière économique et industrielle
- Recherche spatiale, hors recherches duales. (MESR)
- Vie étudiante, via des aides directes, aides médicales et socio-éducatives, restauration et logement. (MESR)

Les 5 programmes dont le MESR assume directement la responsabilité regroupent près de 90 % des crédits de la mission.

### À partir de 2019
À partir de 2019, la MIRES change sa répartition vers une répartition d'objectifs socio-économiques. Cette répartition est composée de 11 objectifs.
- Sciences du vivant
- Sciences naturelles
- Espace
- Science humaines et sociales, vie en société
- Énergie
- Environnement
- Sciences de l'information et de la communication (STIC)
- Production et technologies industrielles
- R&D au service des PVD
- Recherche universitaire interdisciplinaire et transversale
- Défense, sécurité globale

Les crédits restants du budget deviennent des crédits non ventilés ou non répartis : « Les crédits budgétaires non ventilés et non répartis par objectifs concernent les crédits destinés à la recherche universitaire interdisciplinaire et transversale, les moyens généraux des opérateurs et les moyens qui n’ont pas trouvé leur place dans la nomenclature des objectifs socio-économiques. » - Extrait du rapport de 2024.
Au travers de cette répartition, le MIRES met l'accent sur la recherche fondamentale composée des sciences naturelle et environnementales, des sciences du vivant, des sciences humaines et sociale, ainsi que des sciences de l'ingénieur qui s'estime généralement à 50 % des crédits alloués.

### En 2020
L'objectif de Recherche universitaire interdisciplinaire et transversale est supprimé des objectifs socio-économiques.

## Budget (en milliard d'euros)

### Avant 2019
En 2014, le budget global de la MIRES se situait à 26,06 Md€.

### À partir de 2019
| Année du budget | Montant en milliard d'euros (Md€) |
| --------------- | --------------------------------- |
| 2019            | 14,5                              |
| 2020            | 14,9                              |
| 2021            | 14,1                              |
| 2022            | 14,8                              |
| 2023            | 16,5                              |
| 2024            | 17,2                              |